# مملكة القصب
مملكة القصب هو فيلم دراما عراقي، من تأليف وإخراج حسن هادي في أول ظهور له كمخرج. ومن بطولة بنين أحمد نايف وسجاد محمد قاسم ووحيد ثابت خريبات ورحيم الحاج.
كان العرض العالمي الأول للفيلم في قسم أسبوعا المخرجين في مهرجان كان السينمائي لعام 2025 في 16 مايو 2025. وهو أول فيلم من العراق يتنافس في المهرجان.

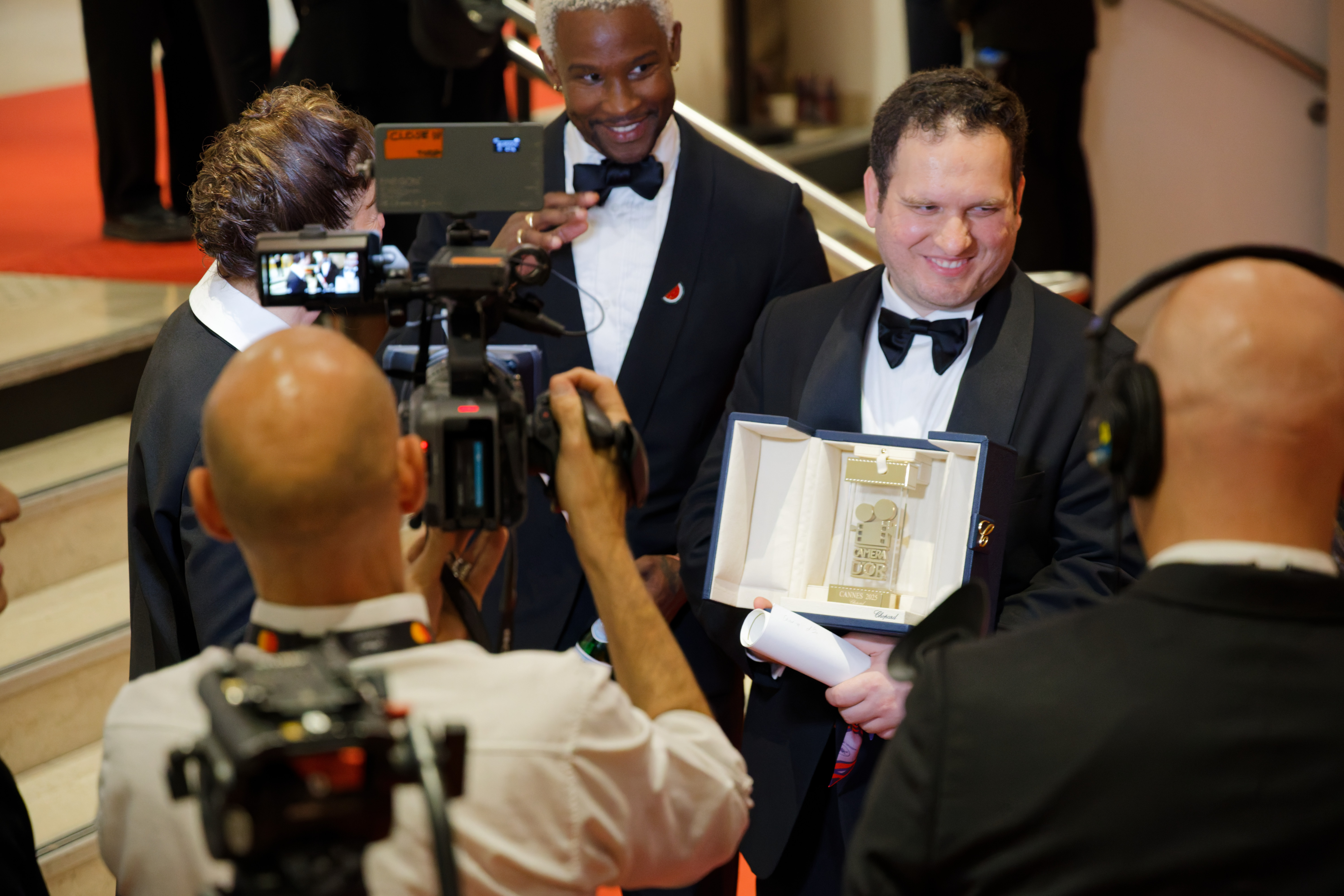
حسن هادي بعد حفل ختام مهرجان كان السينمائي 2025.

## القصة
في أوائل تسعينات القرن العشرين، عندما كان العراق خاضعا لعقوبات اقتصادية صارمة فرضتها الأمم المتحدة بعد غزوه للكويت. يتعين على لميعة البالغة من العمر تسع سنوات جمع المكونات اللازمة لإعداد كعكة للاحتفال بعيد ميلاد صدام حسين بعد أن اختارها المعلم، ولا مناص لهذه الطفلة من أداء هذه المهمة تحت طائلة الإبلاغ عنها للسلطات.

## الممثلون
- بنين أحمد نايف بدور لميعة
- سجاد محمد قاسم في دور سعيد
- وحيد ثابت خريبات في دور بيبي (الجدة)
- رحيم الحاج في دور جاسم

## الإنتاج
حصل الفيلم على دعم ومنح من مؤسسة الدوحة للأفلام، ومنحة من جمعية سان فرانسيسكو للأفلام. واختير لمختبرات الإخراج وكتابة السيناريو التابعة لمعهد صندانس لعام 2022. يعمل مارييل هيلر وإريك روث كمنتجين تنفيذيين. صُوّر فيلم «مملكة القصب» بالكامل في العراق. بدأ التصوير الرئيسي 24 آذار/مارس وانتهى في 24 نيسان/أبريل 2024 وصُوّر في بغداد ومحافظة ذي قار.

## الاطلاق
كان العرض العالمي الأول للفيلم في مهرجان كان السينمائي 2025 في قسم أسبوعا المخرجين، في 16 مايو 2025. وأصبح أول فيلم من العراق يتنافس في المهرجان.

## الجوائز والترشيحات
| قائمة الجوائز والترشيحات | قائمة الجوائز والترشيحات | قائمة الجوائز والترشيحات        | قائمة الجوائز والترشيحات | قائمة الجوائز والترشيحات | قائمة الجوائز والترشيحات |
| السنة                    | الجائزة                  | الفئة                           | المستلم                  | النتيجة                  | م.                       |
| ------------------------ | ------------------------ | ------------------------------- | ------------------------ | ------------------------ | ------------------------ |
| 2025                     | مهرجان كان السينمائي     | جائزة الجمهور (أسبوعا المخرجين) | مملكة القصب              | فوز                      | [ 9 ]                    |
| 2025                     | مهرجان كان السينمائي     | الكاميرا الذهبية                | مملكة القصب              | فوز                      | [ 10 ]                   |

## روابط خارجية
- مملكة القصب على موقع IMDb (الإنجليزية)
- مملكة القصب على موقع قاعدة بيانات الفيلم (الإنجليزية)
- مملكة القصب على موقع ليتربوكسد (الإنجليزية)